# Saúl Ramírez
Saúl Ramírez Freire (Madrid, 7 de junio de 1976) es un político español. Fue diputado de Ciudadanos en el Congreso de los Diputados durante las legislaturas XI (2016) y XII (2016-2019).

## Biografía
Nacido en Madrid, Freire se afincó en Gran Canaria en la década del 2010 para trabajar en la industria farmacéutica. Licenciado en Publicidad y Relaciones Públicas y Diplomado en Gestión y Administración Pública por la universidad Complutense, Graduado en Administración y Dirección de empresas, cuenta además con estudios de postgrado en fiscalidad y economía, por Esade, Deusto y la UOC y es especialista en informática. Antes de ingresar en el sector farmacéutico, su carrera profesional se desarrolló en el sector bancario y, posteriormente, en la creación de negocios diversos, así como con colaboraciones con multinacionales del sector informático.

## Carrera política
Ramírez se afilió a Ciudadanos en 2014 y en julio de 2015 decide dar el paso y presentarse a las primarias para encabezar la lista de la formación naranja al Congreso de los Diputados por Las Palmas de Gran Canaria. Tras ganar las primarias, Ramírez es proclamado candidato.
Tras las elecciones generales del 20 de diciembre de 2015, Ramírez fue elegido diputado en el Congreso de los Diputados. Durante la brevísima legislatura, Ramírez fue el portavoz del partido de Albert Rivera en las comisiones de Hacienda y Administraciones Públicas y de Empleo y Seguridad Social. Después de la primera repetición de electoral de la historia, volvió a revalidar su escaño y fue portavoz del partido de Albert Rivera en las comisiones de Presupuestos, Tribunal de cuentas, Empleo y Seguridad Social así como Portavoz Adjunto en interior.
En las Elecciones generales de España de abril de 2019, Saúl Ramírez volvió a encabezar la lista de Ciudadanos, revalidando su acta, pero a los seis meses, tras el fracaso de Ciudadanos, dejó la  política activa. Con la dimisión de Albert Rivera como Presidente de Ciudadanos apoyo  la candidatura de Francisco Igea para presidir el partido.
En julio de 2020, abandonó definitivamente la militancia del partido.